# Sławomir Kojło
Sławomir Kojło (ur. 5 listopada 1966 r. w Hajnówce) – generał brygady WP; dowódca 15 pułku przeciwlotniczego (2017–2020); dowódca 3 Warszawskiej Brygady Rakietowej Obrony Powietrznej (2022-2025), szef Zarządu Obrony Powietrznej i Przeciwrakietowej - zastępca Inspektora Rodzajów Wojsk w Dowództwie Generalnym Rodzajów Sił Zbrojnych.

## Życiorys
Sławomir Kojło urodził się 5 listopada 1966 r. w Hajnówce. 3 września 1986 r. rozpoczął studia wojskowe jako podchorąży Wyższej Oficerskiej Szkoły Radiotechnicznej w Jeleniej Górze, które ukończył w 1990 r.. Zawodową służbę wojskową zaczął w Murowanej Goślinie na stanowisku oficera naprowadzania baterii radiotechnicznej 77 dr OP będącego w strukturze 79 spa OPK w Poznaniu. W 1992 r. rozpoczął służbę w 18 pułku przeciwlotniczym w Jeleniej Górze i pełnił ją na stanowiskach kolejno: dowódcy plutonu, zastępcy dowódcy i dowódcy baterii. W 1999 r. po ukończeniu studiów w Akademii Obrony Narodowej został wyznaczony na stanowisko starszego oficera Wydziału Operacyjno-Rozpoznawczego Szefostwa Wojsk Obrony Przeciwlotniczej Śląskiego Okręgu Wojskowego. Od 2001 r. pełnił służbę w Szefostwie Wojsk Obrony Przeciwlotniczej Dowództwa Wojsk Lądowych na stanowiskach specjalisty i starszego specjalisty. W 2013 r. ukończył podyplomowe studia dowódczo-sztabowe w Akademii Obrony Narodowej, po czym ponownie został skierowany do Dowództwa Wojsk Lądowych. W 2014 r. rozpoczął służbę na stanowisku starszego specjalisty Zarządu Wojsk Obrony Powietrznej i Przeciwrakietowej w Dowództwie Generalnym Rodzajów Sił Zbrojnych. 
Z dniem 16 stycznia 2017 r. został przez ministra obrony narodowej Antoniego Macierewicza wyznaczony na stanowisko dowódcy 15 pułku przeciwlotniczego. 19 stycznia 2017 w obecności dowódcy 16 Dywizji Zmechanizowanej gen. dyw. Marka Sokołowskiego przejął dowodzenie 15 pplot od pełniącego obowiązki dowódcy ppłk. Radosława Kudraja. 4 marca 2020 w obecności dowódcy 16 Pomorskiej Dywizji Zmechanizowanej gen. dyw. Krzysztofa Radomskiego przekazał obowiązki dowódcy 15 pplot płk. Tomaszowi Isio. Następnie został skierowany służbowo do Żagania, gdzie rozpoczął służbę na stanowisku Szefa Obrony Przeciwlotniczej w 11 Dywizji Kawalerii Pancernej. W 2020 r. ukończył Podyplomowe Studia Polityki Obronnej w Akademii Sztuki Wojennej. 6 września 2021 r. objął stanowisko Szefa Oddziału Szkolenia Zarządu Obrony Powietrznej i Przeciwrakietowej w Dowództwie Generalnym Rodzajów Sił Zbrojnych. Decyzją ministra obrony narodowej Mariusza Błaszczaka  objął funkcję dowódcy 3 Warszawskiej Brygady Rakietowej Obrony Powietrznej w Bielicach. 3 stycznia 2022 r. w Sochaczewie przejął obowiązki dowódcy 3 BR OP od płk. Mariusza Czeczko w obecności szefa Zarządu Obrony Powietrznej i Przeciwrakietowej – zastępcy inspektora rodzajów wojsk DG RSZ gen. bryg. Kazimierza Dyńskiego. 10 listopada 2022 r. postanowieniem prezydenta Rzeczypospolitej Polskiej został awansowany na stopień generała brygady. Akt mianowania odebrał z rąk prezydenta Rzeczypospolitej Polskiej Andrzeja Dudy.
W dniu 25 lipca 2025 r. przekazał dowodzenie 3 Brygadą Rakietowej Obrony Powietrznej płk. Mariuszowi Czeczko. Następnie objął stanowisko szefa Zarządu Obrony Powietrznej i Przeciwrakietowej - zastępcy Inspektora Rodzajów Wojsk w DG RSZ.

## Awanse

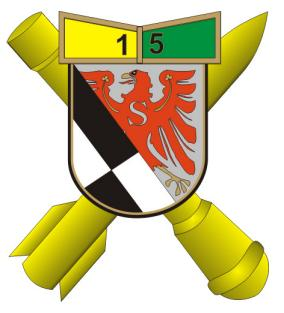
Był dowódcą 15 pplot (2017–2020)

- podporucznik – 1990[2]

(...)
- generał brygady – 2022[10]

## Ordery, odznaczenia i wyróżnienia
- Brązowy Krzyż Zasługi[11]
- Medal Srebrny za Długoletnią Służbę[11]
- Złoty Medal „Siły Zbrojne w Służbie Ojczyzny” – 2018[12]
- Złoty Medal „Za zasługi dla obronności kraju”[11]
- Medal „W służbie Bogu i Ojczyźnie”[11]
- Złoty Krzyż Zasługi Piłsudczyków – 2019[13]
- Srebrny Medal „Za Zasługi dla Pożarnictwa” – 2021[14]
- Buzdygan Honorowy – 2022[10]
- Odznaka pamiątkowa 15 pułku przeciwlotniczego – 2017 (ex officio)
- Odznaka pamiątkowa 3 Warszawskiej Brygady Rakietowej Obrony Powietrznej – 2022 (ex officio)

i inne 